# 金伯利 (愛達荷州)
金伯利（英語：Kimberly）是一個位於美國愛達荷州特溫福爾斯縣的城市。

## 地理
金伯利的座標為42°31′59″N 114°21′50″W / 42.53306°N 114.36389°W，而該地的平均海拔高度為1196米（即3924英尺）。

## 人口
根據2010年美國人口普查的數據，金伯利的面積為4.07平方千米，當中陸地面積為4.07平方千米，而水域面積為0.00平方千米。當地共有人口3264人，而人口密度為每平方千米801.97人。